# Louis-Isaac Lemaistre de Sacy

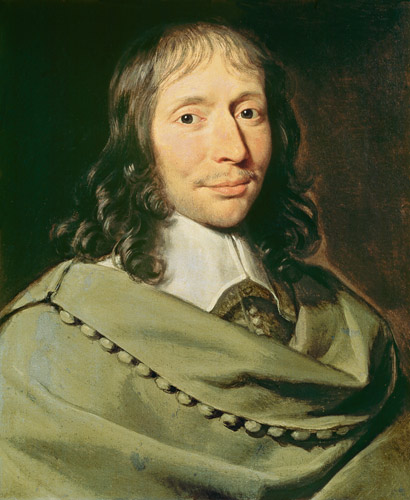
Retrato de Louis-Isaac Lemaistre de Sacy, senhor de Port-Royal, ou de Antoine Le Maître, seu irmão mais velho.

Louis-Isaac Lemaistre de Sacy (29 de março de 1613 – 4 de janeiro de 1684), um sacerdote de Port-Royal des Champs, foi um teólogo jansenista e humanista francês, mais conhecido por sua tradução da Bíblia, a Bíblia de Port-Royal, que se tornou a mais difundida tradução francesa do século XVIII.